# خوان مانوئل ده روساس
خوان مانوئل ده روساس (اسپانیایی: Juan Manuel de Rosas‎; ۳۰ مارس ۱۷۹۳ – ۱۴ مارس ۱۸۷۷) فرماندار استان بوئنوس آیرس از سال ۱۸۲۹ تا ۱۸۳۲ و ۱۸۳۵ تا ۱۸۵۲ بود.